# Wostok
Wostok — название безалкогольных газированных напитков, производимых с 2008 года немецкой компанией Baikal Getränke GmbH в Нижней Саксонии. Напиток производится на основе рецептов традиционных советских лимонадов (Тархун, Байкал и др.), но, в отличие от большинства газированных напитков, содержит меньшее количество сахара и содержит добавки, консерванты и красители только природного происхождения, а также практически не содержит кофеина.
Лимонады поступили в продажу в России в 2014 году.

## История
По данным компании, прототипом оригинального вкуса Wostok стал лимонад, известный под названием «Байкал», который был популярным напитком в СССР и который был изобретён в 1973 году НИИ пивоваренной, безалкогольной и винодельческой промышленности. С распадом Советского Союза, однако, «Байкал» был в значительной степени вытеснен с рынка Coca-Cola и другими американскими брендами.
Напиток был разработан в 2008 году Йорисом ван Велзеном, который начиная с 1989 года работал фотографом в Москве в течение нескольких лет. Он доработал рецепт «Байкала», который получил от профессора НИИ Льва Оганесянца, добавив свои собственные идеи и приведя к немецким нормам (например, исключив из него настой зверобоя), затем запустил напиток на немецком рынке в 2009 году.

## Разновидности
- Еловый лес (Байкал)
- Заморские фрукты (на основе граната, фиников и фенхеля)
- Эстрагон и имбирь (Тархун)
- Груша и розмарин (Дюшес)
- Слива и кардамон
- Абрикос и миндаль
- Апельсин и ваниль
- Черника и шалфей